# Джабык-Карагайский бор
Джабык-Карагайский бор — островной реликтовый бор, являющийся ботаническим памятником природы областного значения, находится в Карталинском районе Челябинской области Российской Федерации. Представляет собой реликтовые остатки древних лесов, которые ранее сплошь покрывали обширные пространства от Южного Урала до предгорий Алтая. Название произошло от каз. жабық — «закрытый», каз. қарағай — «сосна», то есть «местность, закрытая (покрытая) сосной». Решением Челябинского облисполкома от 21 января 1969 года был объявлен памятником природы областного значения.

## Местонахождение
Джабык-Карагайский бор расположен на территории Анненского лесхоза, примерно посередине степной зоны равнинных зауральских пространств Челябинской области, вдоль шестидесятого меридиана, где проходит Урало-Тобольский водораздел, по которому во многих местах обнажаются большие гранитно-гнейсовые массивы, высотой до 350 м, а иногда до 450 м над уровнем моря и, зачастую, покрытые, сосновыми борами, а в понижениях — берёзовыми колками. Восточная граница бора примыкает к окраинам Западно-Сибирской равнины, южная — к северным окраинам Тургайской впадины.
В Джабык-Карагайском бору начинаются два десятка рек, среди них: Нижний Тогузак, Караталы-Аят, Карагайлы-Аят, Зингейка.
Площадь — более 120 тыс. га (по другим источникам — 96 тыс. га).

## Характеристика
Джабык-Карагайский бор — включает в себя фрагменты лесной, степной и луговой растительности. Лесные массивы бора прерываются каменистыми россыпями, пастбищами, а в понижениях рельефа — небольшими болотами. Разнообразие видов растений луговых и степных растительных ценозов гораздо выше, чем лесных. Кроме процесса формирования растительных сообществ, в результате взаимодействия луговых и степных видов растений, идёт включение в состав и некоторых лесных видов. Травяной покров сложен преимущественно степными растениями, причем преобладают сухие остепнённые боры и мелкозлаковые сосновые редколесья, мало характерные для островных боров лесостепи. Поэтому этот ландшафт также определяют как «ложная лесостепь». Почвы скелетные подзолистые темно-серые и серые среднемощных чернозёмов, солонцов. Климат резко континентальный. Хронический недостаток влаги, малое количество осадков весной, холодные и суровые зимы, жаркое и засушливое лето сдерживают процессы естественного лесовозобновления.
Бор можно отнести к следующим группам редких растительных сообществ:
- экстразональные сообщества в местах контактов зональных типов растительности.
- четвертичные реликтовые сообщества (наподобие островных сосновых боров Казахстана);
- сообщества на своеобразных субстратах (выходы останцовых гранито-гнейсовых пород).

Животный мир представлен барсуком, отрядом грызунов, как сурки, суслики, полевые мыши; 5 видов животных занесены в Красную книгу Челябинской области, среди них балобан, стрепет и филин. Из крупных растительноядных животных: лось, косуля сибирская. Из крупных хищников распространены больше, чем в лесной зоне, волк и обыкновенная лисица.